# Битка код Јибне
Битка код Јибне одиграла се 1123. године између крсташких снага Јерусалимске краљевине под вођством Еустазија Гранијера и Фатимида из Египта. Битка је део крсташких ратова и завршена је победом крсташа.

## Увод
Након освајања Јерусалима 1099. године, египатски везир Шаханшах напада Јерусалимску краљевину готово сваке године, у периоду од 1099. до 1107. године. Египћани су се са крсташима борили у три велике битке код Рамле (1101, 1102. и 1105. године), али су увек били поражени. Након ових битака, египатски владар се задовољио нападима на територију хришћана из своје приобалне тврђаве Аскалон. Године 1121. године Шаханшах је убијен, а Балдуин II је заробљен и одведен у северну Сирију. Краљевином као регент управља Еустазије Гранијер.

## Битка
Године 1123. нови египатски везир организује инвазију накрсташке државе. Планирао је да прво освоји град Јафу. Тај покушај био је неуспешан. Крсташка и египатска војска сукобиле су се код Јибне, на територији на којој ће касније бити изграђен замак Ибелин (1141). Битка је кратко трајала, Египћани су се брзо повукли.
Напади из Аскалона су настављени и даље, све до опсаде Аскалона 1153. године када су Фатимиди престали да буду претња крсташким државама. Следећа битка одиграла се 1125. године код места Азаз у северној Сирији.